# グレッグ・ルソー
グレゴリー・ルソー（Gregory Rousseau, 2000年4月5日 - ）は、アメリカ合衆国フロリダ州ココナッツクリーク出身のプロアメリカンフットボール選手。NFLのバッファロー・ビルズに所属している。ポジションはディフェンシブエンド。

## 経歴

### ハイスクール
高校時代はディフェンシブエンド、セイフティ、ワイドレシーバーを兼任していた。

### カレッジ
マイアミ大学に進学し、1年目の2018年シーズンは足首の怪我により2試合の出場に留まった。
2019年シーズンは先発を務め、同年のカレッジフットボールにおいてチェイス・ヤングに次ぎ2位となる15.5サックを記録。ACCの新人最優秀守備選手賞を受賞した。
2020年シーズンは新型コロナウイルスへの感染を避けるため、試合に出場しなかった。シーズン終了後、2021年のNFLドラフトにアーリーエントリーした。

### バッファロー・ビルズ
| 身長                    | 体重            | 腕 の 長 さ       | 手 の 大 き さ    | 40Yrd ダ ッ シ ュ | 10Yrd ス プ リ ッ ト | 20Yrd ス プ リ ッ ト | 20Yrd シ ャ ト ル | 3 コ 丨 ン ド リ ル | 垂 直 跳 び     | 立 ち 幅 跳 び     | ベ ン チ プ レ ス |
| ----------------------- | --------------- | ----------------- | ----------------- | ----------------- | -------------------- | -------------------- | ----------------- | ------------------- | --------------- | ------------------ | ----------------- |
| 6 ft 6+5⁄8 in (200 cm)  | 266 lb (121 kg) | 34+3⁄8 in (87 cm) | 11+1⁄8 in (28 cm) | 4.67 s            | 1.57 s               | 2.71 s               | 4.53 s            | 7.50 s              | 30.0 in (76 cm) | 9 ft 7 in (2.92 m) | 21 回             |
| All values from Pro Day |                 |                   |                   |                   |                      |                      |                   |                     |                 |                    |                   |

2021年のNFLドラフトにて全体30位でバッファロー・ビルズから指名され、その後4年総額1,137万ドルのルーキー契約を結んだ。
2021年シーズン、第5週のカンザスシティ・チーフス戦でパトリック・マホームズからキャリア初となるインターセプトを記録して勝利に貢献し、AFCの週間最優秀守備選手に選出された。このシーズンは17試合に出場して50タックル、4サックを記録した。
2024年シーズン開幕前に、ビルズから5年目の契約オプションを行使された。アリゾナ・カージナルスとの開幕戦で3サックを記録して勝利に貢献し、AFCの週間最優秀守備選手に選出された。このシーズンは16試合に先発出場し、53タックル、8サックを記録した。
2025年3月8日、5,400万ドルが保証された4年8,000万ドルの契約延長に合意した。